# 南禰宜町
南禰宜町（みなみねぎちょう）は、愛知県名古屋市中村区の地名。

## 歴史

### 沿革
- 1878年（明治11年）12月28日 - 広井村（下広井町）の一部により、名古屋区南禰宜町が成立。
- 1889年（明治22年）10月1日 - 名古屋市成立により、同市南禰宜町となる[3]。
- 1908年（明治41年）4月1日 - 中区編入により、同区南禰宜町となる[3]。
- 1944年（昭和19年）2月11日 - 中村区編入により、同区南禰宜町となる[3]。
- 1981年（昭和56年）6月7日 - 中村区名駅南一丁目・名駅南二丁目にそれぞれ編入され消滅[3]。